# La Longia

La pista nella parte alta.

La Longia (La Lunga in lingua ladina) è una pista sciistica situata a Ortisei, in Italia. È lunga circa 10 km e collega la cima del Seceda con il paese.

## Descrizione
Il tracciato passa sotto gli impianti di risalita da Ortisei: una cabinovia (in basso) ed una funivia (in alto). La pista è divisa anch'essa in due parti: la prima, rossa, offre larghi tratti alternati a piccoli corridoi ed il tratto più importante di tutta la discesa con un lungo percorso ad "esse", visibile dalla funivia, per poi arrivare ad un lungo rettilineo, da percorrere con un'andatura allegra e senza bruschi cambi di direzione che possono causare incidenti.
La seconda parte non richiede un grande impegno per percorrerla. È da notare tuttavia che il tracciato è immerso nella natura: infatti la pista passa per un canalone, come se fosse il letto di un torrente dove addirittura è possibile ammirare una cascata ghiacciata. L'unico punto dove si acquista velocità si trova dopo un ponticello: la pista diventa rossa per un breve tratto, anche se un bivio offre l'alternativa di una semplice blu, per poi ricongiungersi con un breve e stretto rettilineo (anche qui si consiglia un'andatura costante e non a slalom) interrotto prima da una baita, situata a lato della pista, e da una piccola discesa, necessaria per riacquistare velocità in vista di una nuova piccola salita.
A questo punto la pista è praticamente finita: segue infatti 1 km di falsopiano per poi arrivare alla stazione di partenza della cabinovia.